# Colpixys necator
Colpixys necator är en stekelart som beskrevs av James Waterston 1916. Colpixys necator ingår i släktet Colpixys och familjen finglanssteklar.
Artens utbredningsområde är Zimbabwe. Inga underarter finns listade i Catalogue of Life.